# Alzamiento Nacional

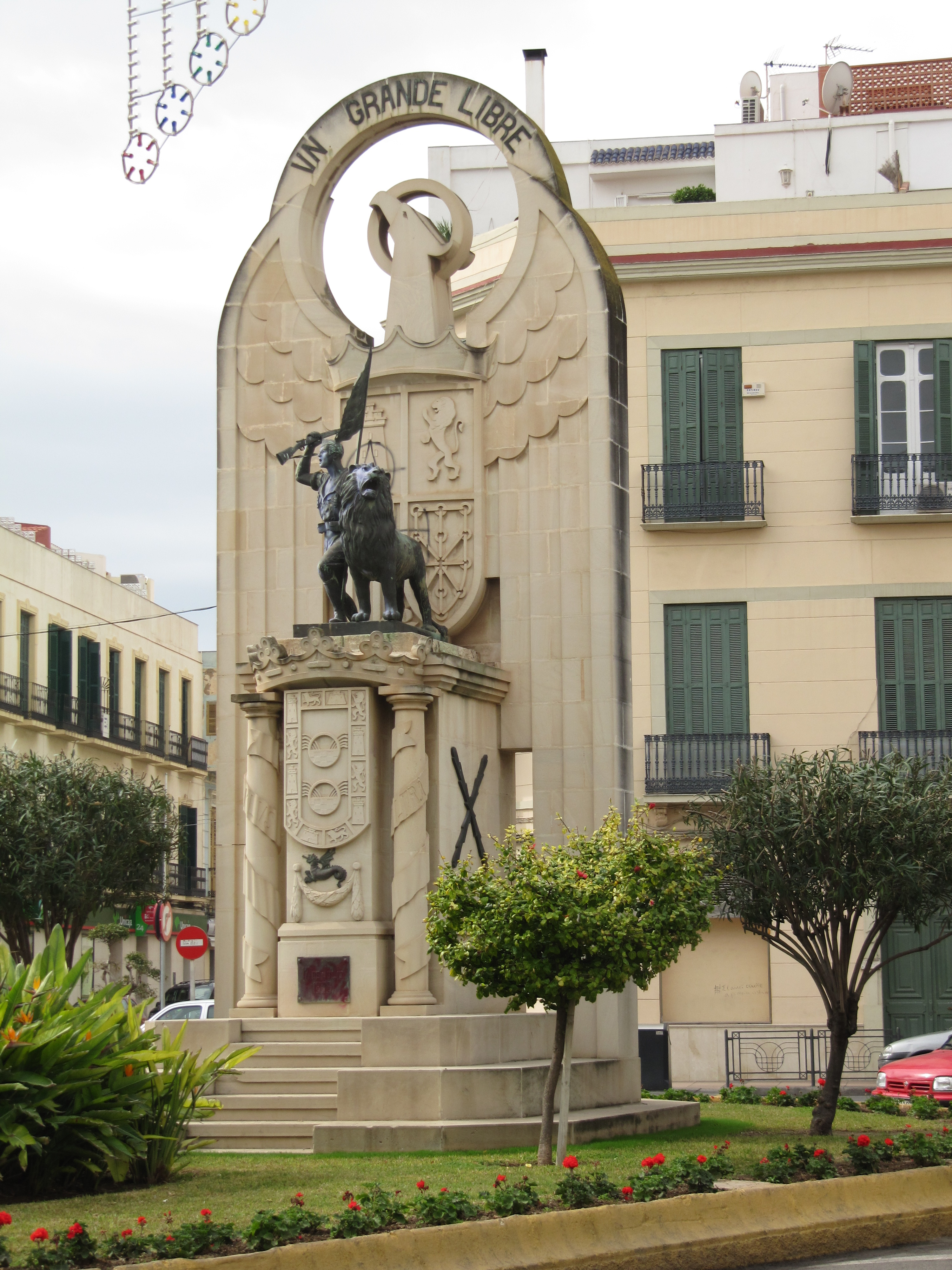
Monumento a los Héroes de España en Melilla.

Alzamiento Nacional es el nombre con el que los sublevados y, posteriormente, el gobierno franquista denominaron al golpe de Estado contra el gobierno de la Segunda República Española que se produjo entre el 17 y el 18 de julio de 1936 y cuyo fracaso parcial condujo a la guerra civil española.

## El Alzamiento Nacional en la propaganda franquista

Bandera de España durante el franquismo.

Durante todo el periodo del franquismo, el así llamado Glorioso Alzamiento Nacional fue uno de los temas favoritos de la historiografía, la propaganda y la iconografía gubernamentales. El Alzamiento del 18 de julio estaba considerado como el momento fundacional del régimen y el inicio del Movimiento Nacional.
Se le daba tal importancia a la fecha como hito fundacional del régimen que eran frecuentes en discursos, declaraciones y artículos las referencias al espíritu del 18 de julio como sinónimo del núcleo más profundo e importante de la ideología franquista. En los últimos años del régimen y los primeros años de la Transición Española era habitual por parte del aparato del régimen y de sus partidarios hablar del «espíritu del 18 de julio» para oponerse a las propuestas de reforma y apertura política. A las primeras elecciones democráticas celebradas en 1977 se presentó una coalición post-franquista o neofranquista denominada Alianza Nacional 18 de julio. La expresión sigue siendo un sinónimo de la ideología franquista usado en foros de Internet, artículos periodísticos y páginas web de nostálgicos del régimen, aunque otras veces se usa para indicar el clima de confrontación y violencia de aquellos días de 1936.
Especialmente importante dentro del esquema propagandístico del régimen era el adoctrinamiento de las nuevas generaciones, por lo que desde la educación elemental hasta el bachillerato se explicaba y exaltaba el Alzamiento haciendo siempre hincapié en las mismas ideas, adaptadas a cada edad. Algunas de dichas ideas eran:
- El Alzamiento fue el levantamiento de la verdadera España contra la anti España encarnada en la República, los separatismos y los movimientos obreros. Para la propaganda franquista no eran unos españoles los que se levantaban contra otros españoles, sino que era España misma, su esencia histórica, la que se levantaba contra sus enemigos y en particular, contra el comunismo internacional.
  - «España (...) no toleró la vil injuria (...) aceptó el reto y se puso en pie; aprestándose a la defensa de su honor histórico».[2]
  - «(...) muchos españoles, engañados por propagandas extranjeras habían sido engañados por estas ideas y servían de ciego instrumento (...). Los crímenes (...) se producían en todo momento, obedeciendo órdenes de Moscú».[3]

- Según los golpistas, el objetivo del pronunciamiento era salvar a España, los valores conservadores que los golpistas consideraban los propios de España, incluyendo el catolicismo, de ahí la denominación de «Cruzada Española».
  - «los ideales del glorioso Alzamiento Nacional fueron: la defensa de la civilización cristiana y patria; el restablecimiento del orden; la mejora del obrero y de las clases humildes; la propagación de la cultura hispana y la repulsión de las doctrinas marxistas y comunistas. Ha devuelto a España su tradicional sentido religioso, anulando la obra sectaria y masónica de la República».[4]
  - «Al levantamiento militar lo llamó Movimiento Nacional, movimiento de salvación de España, Santa Cruzada en defensa de la Fe y de la Patria».[2]

- Según los golpistas, la amenaza de revolución comunista y la violencia imperante hicieron inevitable el Alzamiento.
  - «(...) pesaba sobre España la terrible amenaza de una revolución comunista, con la cual se pretendía, bárbaramente, hacer de nuestro pueblo un esclavo de Rusia».[3]
  - «(...) ante todo este maremágnum, el Ejército (...) tiene la sagrada obligación de intervenir cuando lo que peligra es el ser mismo de la Patria».[3]

- Los alzados eran conscientes de que estallaría una guerra terrible, pero su deber patriótico les obligó a «salvar» a España
  - «(...) aun sabedores del dolor que la guerra supone, no titubearon en producirlo. (...) Es lo mismo que cuando una persona necesita una operación (...) y son, precisamente, aquellos que más le aman quienes le llevan al cirujano».[3]

- Francisco Franco tuvo un papel fundamental en la gestación de la sublevación y fue desde el primer momento su líder indiscutible
  - «El general Franco, de brillantísima e intachable historia, se puso al frente del Ejército y empezó la Guerra de Liberación de España».[4]
  - «El Africano, el soldado, el legionario Franco, había sabido oír la voz rebelde de una juventud ilusionada y se convertía en su caudillo un 18 de Julio (sic) de 1936».[3]
  - «Durante los primeros meses de la guerra, Franco luchó como un general más; pero todos adivinaron en él al caudillo salvador de España».[3]

## La conmemoración del 18 de julio
Aunque el pronunciamiento comenzó el 17 de julio en el Protectorado Español en Marruecos, fue al día siguiente, 18 de julio, cuando se extendió al resto del territorio nacional. Por ello el día designado para la conmemoración anual del Alzamiento Nacional era el 18 de julio.
El 18 de julio fue declarado fiesta nacional y siguió siendo durante toda la dictadura y hasta el año 1977. Se celebraba con numerosos actos conmemorativos y festivos en todo el país y los trabajadores recibían ese día una de las pagas extra que Franco decretó como obligatorias (la otra sería la de Navidad) y que era conocida como «paga del 18 de julio».
Las actividades eran numerosas y variadas e incluían recepciones oficiales en los Gobiernos Civiles de cada provincia. Eran frecuentes las misas (aunque nunca fue una fiesta de precepto religioso) a las que acudían las autoridades, dianas, desfiles militares, bandas de música, programación especial en radio y televisión.
El 20 de febrero de 1943 se ordenó que el 18 de julio de cada año se celebrase por el Frente de Juventudes en toda España el «Día del Valor»
«(...) porque es, en la Historia de España, cuando más claramente se manifiesta, colectiva y entusiásticamente, la virtud noble que impulsa a acometer grandes empresas: el valor».
En casi todas las ciudades y pueblos importantes existió una calle, avenida o barrio con el nombre de 18 de julio. Muchas otras calles llevaban nombres de los protagonistas del golpe. También hubo hospitales, colegios con nombres relacionados.

## El 18 de julio en elsigloXXI
La fecha del 18 de julio y lo que significó ha perdido toda su relevancia política y social en la España de principios del siglo XXI. Encuestas publicadas el 18 de julio de 2006 por El País
y El Mundo
revelan que:
- El 74,4% declaraba saber lo que pasó el 18 de julio de 1936, pero un 23,1% dijo no tener ni idea.
- Los nombres de los principales líderes del pronunciamiento eran desconocidos para el 31,9% de los encuestados.
- El 43,1% creía que debían «preservarse monumentos, estatuas o calles dedicadas a recordar el 18 de julio de 1936 o a sus protagonistas». El porcentaje subía hasta el 66,1% entre los votantes del Partido Popular.
- Apenas a un 4,4% de los encuestados el 18 de julio les inspiraba un sentimiento positivo, mientras para el 61% era algo negativo.
- El 30% creía que la sublevación militar del 18 de julio de 1936 «estuvo justificada», mientras que la mitad opinaba que no hubo ninguna justificación.

Unos pocos nostálgicos del régimen franquista siguen realizando conmemoraciones públicas o privadas, pero su repercusión popular y mediática es prácticamente nula.
Aunque con la llegada de la democracia y el paso de los años muchas de las referencias al Alzamiento desaparecieron de los callejeros, en fechas tan tardías como 2011, existían vías públicas llamadas «18 de julio» en, al menos, dos capitales de provincia: Ávila y Toledo; y cuando en 2013 se cambió el nombre a la de Toledo, fue con el voto en contra del Partido Popular. Otras capitales, como Santa Cruz de Tenerife, mantuvieron numerosas vías con nombres de los protagonistas del golpe (General Mola, General Goded, General Moscardó, etc.) hasta entrado el siglo XXI.